# Tustanowice
Tustanowice (ukr. Тустановичі) – dzielnica Borysławia  na Ukrainie, w obwodzie lwowskim. Rozpościera się wzdłuż ulicy Tustanowickiej, na południowy wschód od centrum Borysławia.
Wieś prawa wołoskiego, położona była w drugiej połowie XV wieku w ziemi przemyskiej województwa ruskiego. Za II Rzeczypospolitej Tustanowice były gminą miejską w powiecie drohobyckim w woj. lwowskim. Mimo posiadania statusu prawnego gminy miejskiej od 6 marca 1906, Tustanowice nie mając praw miejskich były formalnie wsią. 14 czerwca 1930 roku Tustanowice zostały włączone do Borysławia (jednostki o identycznym statusie prawnym).
W Tustanowicach urodzili się m.in.: Juliusz Tomaszewski (1888-1940, oficer Wojska Polskiego), Dawid Seifert (1896-1980, malarz), Roman Daszkewycz (1892–1975) – ukraiński adwokat, polityk, pułkownik armii Ukraińskiej Republiki Ludowej, ojciec historyka Jarosława Daszkewycza (1925-2010).
W czasie okupacji niemieckiej mieszkająca w Tustanowicach polska rodzina Kościółków ukrywała pięcioro Żydów z rodziny Landauów i Salkę Horowicz, za co w 1993 roku Instytut Jad Waszem uhonorował tytułami Sprawiedliwych wśród Narodów Świata Annę Kościółko (pośmiertnie) i jej córki Marię Mysłowską z d. Kościółko i Karolinę Góral z d. Kościółko.